# Parvoscincus
Parvoscincus är ett släkte av ödlor. Parvoscincus ingår i familjen skinkar.
Arter enligt Catalogue of Life:
- Parvoscincus beyeri
- Parvoscincus palawanensis
- Parvoscincus sisoni